# Nódulo pulmonar solitário
Em radiologia, um nódulo pulmonar solitário (NPS) ou lesão em moeda é uma massa no pulmão menor do que 3 centímetros de diâmetro. Pode se tratar de um achado incidental, encontrado em mais de 0,2% das radiografias de tórax e em cerca de 1% das tomografias computadorizadas.
Um nódulo, geralmente, representa um tumor benigno, como um granuloma ou um hamartoma, mas em cerca de 20% dos casos, ele representa uma doença maligna, especialmente em idosos e tabagistas. Contrariamente, de 10 a 20% dos pacientes com câncer de pulmão são diagnosticados dessa maneira. Portanto, a possibilidade de câncer precisa ser excluída através de estudos radiológicos adicionais e intervenções, possivelmente incluindo uma ressecção cirúrgica. O prognóstico depende da condição de fundo.